# Фотий (Топиро)
Архиепи́скоп Фо́тий (в миру Борис Александрович Топиро; 16 (28) января 1884, станция Письменная, Екатеринославская губерния — 20 августа 1952, Львов) — епископ Русской православной церкви, архиепископ Львовский и Тернопольский. В 1928—1935 годы был обновленческим епископом.

## Биография
Родился 16 (29) января 1884 года на станции Письменная, Екатерининской железной дороги (ныне посёлок Письменное Васильковского района Днепропетровской области). Отец его был начальником этой станции. Ещё на гимназической скамье лелеял мысль о монастыре. Будучи в последнем классе гимназии, он обратился к оптинскому старцу Иосифу за заочным советом по этому вопросу. Старец посоветовал юноше идти сначала в духовную академию, а по окончании её поступить по воле Божией.
В 1903 году окончил Санкт-Петербургскую 8-ю классическую гимназию. В 1904 году поступил в Петербургскую духовную академию. Одновременно учился в качестве вольнослушателя в Санкт-Петербургском археологическом институте, который окончил в 1906 году. В 1908 году окончил духовную академию со званием кандидата богословия, затем занимался педагогическим и литературным трудом, был преподавателем средней школы.

### В обновленчестве
В 1922 году уклонился в обновленчество. Был членом Ставропольского обновленческого епархиального управления.
Одновременно работал заведующим отделом политпросвета Ставропольского уездного отдела народного образования. В 1923 году назначен заместителем заведующего Отделом политпросвета Новороссийского окружного отдела народного образования. В 1924 году назначен инспектором Новороссийского окружного отдела народного образования.
15 июля 1926 года на подворье Драндского Успенского мужского монастыря Сухумской обновленческой епархии был пострижен в монашество. 22 февраля 1927 года был назначен епископом Нижнечирским, викарием Сталинградской обновленческой епархии, однако хиротония не состоялась.
Перешёл в ведения Всеукраинского обновленческого синода. 20 мая 1928 года был рукоположён в сан иеродиакона. 22 мая того же года был рукоположён в сан иеромонаха. 24 мая того же года возведён в сан архимандрита. 27 мая того же года состоялась его хиротония во епископа Луганского, которую совершили: митрополит Пимен (Пегов), епископ Серафим (Ляде) и епископ Иоаким (Пухальский). Кафедра располагалась в Николаевском соборе Луганска.
Перешёл в ведение Священного Синода православных церквей в СССР. 13 апреля 1932 года был назначен обновленческим епископом Петрозаводском и Карельским, однако назначения не принял, ссылаясь на удалённость епархии. В 1933 году назначен епископом Черниговским и Нежинским, председателем Черниговского обновленческого епархиального управления, с кафедрой в Воскресенской церкви Чернигова. Возведён в сан архиепископа.
В конце 1934 года перешёл в григорианский раскол (ВЦС) и был назначен архиепископом Новочеркасским, однако уже в 1935 году ушёл на покой и до своего присоединения к Московскому Патриархату богослужений не совершал.
В 1935 году устроился работать преподавателем бухгалтерских курсов в Новороссийске. В 1937 году перешёл на работу в Карельский педагогический университет в Петрозаводске. При устройстве на работу скрыл факт наличия у него священного сана. Так, согласно листку по учёту кадров Карельского государственного университета, после окончания духовной академии никогда не служил в церкви, а занимался лишь педагогической деятельностью. В том же году овдовел. В 1940 году стал доцентом Карело-Финского государственного университета в Петрозаводске по кафедре русской литературы. С началом Великой Отечественной войны эвакуирован в Молотов (Пермь), где некоторое время работал бухгалтером. Вскоре по состоянию здоровья отправлен на Кавказ. Работал в Воениздате Северо-Кавказского фронта.

### Принесение покаяния
С августа 1942 года по февраль 1943 года проживал в оккупированном немцами Краснодаре, где подрабатывал частными уроками по художественном чтению и иностранным языкам. Там же примкнул к местной общине, подчинявшейся Патриаршему Местоблюстителю митрополиту Сергию (Страгородскому), представителями которой был выдвинут на должность епископа Краснодарского.
В июле 1943 года прибыл в Ульяновск, где с октября 1941 года находился в эвакуации Патриарший Местоблюститель Сергий (Страгородский). 22 июля перед митрополитом Сергием в присутствии митрополита Ленинградского Алексия (Симанского), прибывшего из Ленинграда к именинам митрополита Сергия, и архиепископа Ульяновского Варфоломея (Городцева) отрёкся «от раскольнических заблуждений» и принят в общение с Церковью как простой монах. 23 июля в кладбищенской церкви Ульяновска архиепископом Варфоломеем (Городцевым) рукоположён во иеродиакона. 24 июля указом Митрополита Сергия избран во епископа. В тот же день рукоположён митрополитом Алексием (Симанским) в сан иеромонаха. В тот же день состоялось его наречение во епископа.

### Епископ Русской православной церкви
25 июля 1943 года в Казанской церкви в Ульяновске хиротонисан в сан епископа Кубанского и Краснодарского. Хиротонию совершили: Патриарший Местоблюститель Митрополит Сергий (Страгородский), митрополит Ленинградский Алексий (Симанский) и архиепископ Варфоломей (Городцев).
28 августа 1944 года в день Успенья Пресвятой Богородицы в Новороссийске состоялся первый после освобождения крестный ход. На богослужении присутствовал епископ Фотий.
7 сентября состоялось собрание «двадцатки» Успенского храма Новороссийска, на котором слушался доклад председателя Церковного совета т. Маслова А. Н. «о пребывании Епископа Фотия в Новороссийске и его грубом и невнимательном [отношении] к верующим и церковному причту». Было решено «прервать с епископом Фотием молитвенные отношения и не признавать его правящим епископом, а переходим в подчинение к архиепископу Владимиру Кубанскому и Краснодарскому, а также приглашаем последовать нашему примеру церковный причт».
Значительная часть приходов Краснодарского края до конца 1944 года оставалась обновленческими; ими управлял деятельный обновленческий иерарх Владимир Иванов. 23 сентября 1944 году обновленческий епископ Владимир Иванов докладывал уполномоченному о вкладе его епархии в дело Победы: о переводах денег, заготовке продуктов для госпиталей и др. Всё это позволяло ему выставлять свои требования в торге с Патриархией. К октябрю 1944 года наибольшее количество обновленческих приходов сохранялось в Краснодарской епархии (73), в них служили 85 священников, 3 диакона и 41 псаломщик. Кроме того, епископ Фотий (Топиро) не был популярен у верующих. Владимир Иванов сумел добиться своего назначения на патриаршую Краснодарскую епархию, фактически сместив епископа Фотия.
С 26 декабря 1944 года — епископ Херсонский и Николаевский.
C февраля 1945 года — епископ Орловский и Брянский.
С 10 по 23 октября 1945 года архиепископ Фотий по благословению Патриарха Алексия I совершил поездку в Австрию и Чехословакию. После посещения Вены он прибыл в Прагу утром 15 октября. Главной целью его визита было воссоединение с Московской Патриархией русских эмигрантских приходов. На следующий день провёл переговоры с представителями чешского православного духовенства Честмиром Крачмаром, Ростиславом Хофманом и Иржи Новаком. Главным вопросом обсуждения стала проблема юрисдикции. 21 октября в кафедральном соборе святых Кирилла и Мефодия состоялась Божественная литургия, которую совершили вместе архиепископ Фотий и епископ Сергий (Королёв) в сослужении чешского духовенства. Таким образом, епископ Сергий вместе с управлявшимися им приходами вернулся в юрисдикцию Московской Патриархии. По отзыву эмигранта второй волны историка Василия Алексеева большой активности за границей не проявлял; производил впечатление очень утомлённого, больного и вялого человека.
В январе 1946 года назначен «в помощь митрополиту Евлогию (Георгиевскому) по управлению Экзархатом». От командировки в Париж решительно отказывался, ссылаясь на болезнь, но назначение отменено не было. В итоге митрополит Евлогий скончался, и архиепископ Фотий вошёл в состав делегации Московской патриархии на похоронах митрополита. После этой поездки писал в отчёте, что объединение Русского экзархата с Московским Патриархатом имело лишь внешние формы, и состоялось исключительно благодаря авторитету митрополита Евлогия и обаянию митрополита Николая (Ярушевича). Эти слова подтвердились и после смерти митрополита Евлогия экзархат отказался от подчинения Московскому Патриархату.
В феврале 1946 года возведён в сан архиепископа «за архипастырские труды и патриотическую деятельность».
19 июля 1946 года возвращён на Орловскую и Брянскую епархию.
В июле 1947 года поставил перед Епархиальным советом вопрос об организации краткосрочных Богословских курсов, предназначенных для теоретической и практической подготовки сельского духовенства Орловской и Брянской епархии. Помимо теоретических знаний обучающиеся ежедневно участвовали в богослужении и произносили проповеди.
12 декабря 1947 года — архиепископ Херсонский и Одесский.
3 августа 1948 года согласно прошению уволен на покой.
С 18 ноября 1948 года — архиепископ Виленский и Литовский.
19 января 1949 года в праздник Крещения возглавил крестный ход из кафедрального Пречистенского собора на реку Вилия для освящения воды. Как указано в отчёте уполномоченного: «По сообщению архиепископа Фотия, народа участвовало 6-7 тысяч человек, но мне кажется, что цифры преувеличены. Как во время шествия туда и обратно, так и во время освящения воды никаких происшествий не было. Несомненно, что в этой массе участников крестного хода был и какой-то процент католиков». Такая религиозная активность не понравилась властям СССР, и крестный ход на Крещение повсеместно был запрещён. Возрождение традиции хождения на Иордань в Вильнюсе состоялось лишь в 1990 году.
25 февраля 1949 года награждён правом ношения креста на клобуке.
В феврале 1950 года назначен Патриаршим экзархом в Западной Европе.
29 июня — 6 июля 1950 году архиепископ Фотий был в составе делегации Русской Православной Церкви на Конференции духовенства всех христианских исповеданий Чехословакии по вопросам защиты мира.
Французское правительство так и не допустило в его страну, и 26 октября 1951 года Синод был вынужден освободить его от должности.
27 декабря 1951 года решением Священного Синода назначен архиепископом Львовским и Тернопольским. 18 февраля 1952 года прибыл во Львов, где был тепло встречен духовенством и верующими. Внимательно наблюдал за выполнением уставных требований в церковно-богослужебной практике, часто посещая храмы Львова. Проявлял также заботу о благоустройстве храмов, оказывая, по мере возможности, материальную помощь из скромных средств епархии. За время своего пребывания на Львовской кафедре три раза посетил Почаевскую Лавру, совершал там архиерейские служения и проповедовал. Посетил он приход в Тернополе, где совершил архиерейское служение в древнем храме, при участии большого собора духовенства, в присутствии нескольких тысяч верующих. Побывал в храмах Кременца. Пытался утвердить свою паству в Православии, старался улучшить положение епархии в административно-хозяйственном отношении.

### Смерть и похороны
Внезапно скончался 20 августа 1952 года. Единственный из православных архиереев Львовских советского периода, скончавшийся на этой кафедре. В день кончины тело его было перевезено из больницы в церковь архиерейского дома. После архиерейского облачения покойного над ним была совершена панихида и началось чтение Евангелия.
22 августа, во Львов прибыли епископ Станиславский и Коломыйский Антоний (Пельвецкий), епископ Самборский и Дрогобычский Михаил (Мельник) и наместник Почаевской Лавры архимандрит Иннокентий (Леоферов) с представителями от братства Лавры. В домовой церкви была совершена последняя панихида и после неё гроб с телом усопшего, при участии двух епископов и многочисленного духовенства, торжественно был перенесён в кафедральный Львовского кафедрального собора святого Юра, в 1946—1990 годах находившийся в «бесплатном пользовании» Московской патриархии.
Утром 24 августа на похороны прибыли, архиепископ Харьковский и Богодуховский Стефан (Проценко) и епископ Мукачевский и Ужгородский Иларион (Кочергин). Заупокойную литургию совершил архиепископ Стефан, в сослужении епископов Антония, Михаила и Илариона, при участии духовенства Почаевской Лавры, приходов Львова и приезжих священнослужителей из обеих областей, входивших тогда в состав Львовской епархии. После литургии началось отпевание, которое совершили четыре архипастыря, около 50 человек духовенства в присутствии множества верующего народа. После троекратного обхождения вокруг собора гроб снова внесли в храм. После краткой литии гроб доставили в склеп под алтарём собора.

## Сочинения
отдельные издания
- Администрация и управление. — Кишинёв : тип. Бессараб. губ. правл., 1914. — 177 с.
- Наше призвание : [Из письма к другу]. — Ставрополь : тип. Губ. правл., 1915. — 27 с.
- Книга для чтения [для] карельской неполной средней и средней школы: Утв. Наркомпросом РСФСР / Под общей ред. проф. М. А. Рыбниковой. — Петрозаводск : Каргосиздат, 1938 (Типография им. Анохина).

статьи
- Слово, сказанное в кафедральном Екатерининском соборе города Краснодара за Божественной литургией 20 февраля 1944 года по случаю 26-й годовщины Красной Армии // Журнал Московской Патриархии. 1944. — № 3. — С. 29-30.
- Слово на Пасхальной заутрени в Кафедральном Екатерининском соборе города Краснодара, 16 апреля 1944 г. // Журнал Московской Патриархии. 1944. — № 5. — С. 14-16.
- Стихи: «Христос Воскрес!» // Журнал Московской Патриархии. 1945. — № 5. — С. 34.
- О церковно-патриотической работе духовенства и верующих в послевоенное, мирное, время // Журнал Московской Патриархии. 1945. — № 10. — С. 33-35.
- Крупицы воспоминаний // Патриарх Сергий и его духовное наследство. — Москва : Издание Московской Патриархии, 1947. — С. 211.
- Из Орловской епархии // Журнал Московской Патриархии. 1947. — № 12. — С. 52.
- Новый год // Журнал Московской Патриархии. 1948. — № 12. — С. 21-24.
- Обращение к русской пастве [1 октября 1950 г.] // Вестник Русского Западно-Европейского Патриаршего Экзархата. 1950. — № 4. — С. 3-6.
- Обращение к западным православным христианам [5 октября 1950 г.] // Вестник Русского Западно-Европейского Патриаршего Экзархата. 1950. — № 4. — С. 7-10.
  - Message, adresse aux chretiens orthodoxes occidentaux [Обращение к западным православным христианам, 5 октября 1950 г.] // Вестник Русского Западно-Европейского Патриаршего Экзархата. 1950. — № 4. — С. 36-39.
- О мире // Журнал Московской Патриархии. 1950. — № 10. — С. 16.
- Message de Noël [Рождественское послание к пастырям и пастве Западно-Европейского Экзархата (25 декабря 1950 г.)] // Вестник Русского Западно-Европейского Патриаршего Экзархата. 1950. — № 5. — С. 8-12.
- Рождественское послание к пастырям и пастве Западно-Европейского Экзархата (25 декабря 1950 г.) // Вестник Русского Западно-Европейского Патриаршего Экзархата. 1950. — № 5. — С. 3-7.
- О Всемирном Совете Мира // Журнал Московской Патриархии. 1951. — № 5. — С. 12-14.